# Аристид (војсковођа)
Аристид је био атински војсковођа, познат по надимку  Праведни  који је живео око 540. до око 467. п. н. е.

## Биографија
Рођен је као син Лизимаха, у средњој имућној породици. О његовом животу немамо много података, знамо тек толико да је у младости био Клистенов присталица, али се затим сврстао уз аристократску странку у Атини.
Током грчко-персијских ратова Аристид је пружао јаку опозицију Темистоклу и његовом плану који је предвиђао изградњу велике флоте. У Маратонској бици учествовао је као један од атинских стратега и вероватно се истакао у борби јер је следеће године изабран за архонта (489-488).
Међутим сукоб између Аристида и Темистокла је настављен, 483. п. н. е. остракизмом Темистокле успева да протера Аристида из Атине, али непосредно пред битке код Саламине (480. п. н. е.) у Атини је проглашена амнестија, и свима који су били остракизовани дозвољено је да се врате. Одмах при повратку Аристид је проглашен за стратега 480-479. п. н. е.. У боју код Саламине се одано борио под Темистокловим заповедништвом, предводио је један одред атинске пешадије који је заузео острвце Пситалију и истерао оданде персијски гарнизон. Учествовао је и у боју код Платеје као атински стратег 479. п. н. е..
Након грчко-персијских ратова имао је значајну улогу у формирању Делског поморског савеза, и први је одредио да укупан износ фороса треба да износи 460 талената. Верује се да је због тога и добио надимак  Праведник . Платон га је назвао јединим Атињанином коме се вреди дивити. Према Корнелију Непоту, Аристид је умро 468. године п. н. е.